# 박성진 (모델)
박성진(1990년 9월 3일 ~ )은 대한민국의 모델, 래퍼이다. 소속사는 에스팀엔터테인먼트이며 소속 레이블은 저스트뮤직, SPEEKER이다. 블랙넛과 함께 2인조 힙합 그룹인 실키보이즈에서 활동하고 있으며 저스트뮤직에서는 지미 페이지(JIMMY PAIGE)라는 예명을 사용한다.
온양용화고등학교, 경기대학교 모델학과를 졸업했다. 2010년에 열린 카이아크만 패션쇼에 출연하면서 모델로 데뷔했으며 에르메스, 마크 제이콥스, 보테가 베네타, 유니클로, 캘빈 클라인을 비롯한 패션 브랜드의 모델로 활동했다.
2013년에는 한국인으로는 최초로 모델스닷컴이 선정한 세계 모델 순위에서 27위에 올랐으며 2015년에는 제10회 아시아모델상 시상식에서 아시아스타상 모델 부문을 수상했다. 2017년 4월 14일에 저스트뮤직의 새로운 멤버로 영입되면서 래퍼로 활동했다.

## 음반 목록
- 2017년 4월 싱글 《음음》
- 2017년 저스트뮤직 컴필레이션 앨범 《저스트뮤직 컴필레이션 앨범 - 우리효과 (We Effect)》
- 2018년 2월 실키보이즈 싱글 《HOP ON》
- 2018년 5월 실키보이즈 비정규 앨범 《VOLUME ONE》
- 2018년 저스트뮤직 싱글 앨범 《구》
- 2020년 12월 실키보이즈 싱글 《THAT'S FINE》
- 2021년 5월 실키보이즈 싱글 《BOMAYE》
- 2023년 2월 실키보이즈 싱글 《THE JAB PACK Pt. 1》
- 2023년 3월 싱글 《YAYO》

## 방송 출연
- 2011년 tvN 《꽃미남 캐스팅 오! 보이》 출연
- 2014년 온스타일 《언스타일》 진행
- 2015년 온스타일 《스타일 라이브》 진행